# Akysis pictus
Akysis pictus — вид сомоподібних риб з родини Akysidae.

## Опис
Загальна довжина сягає 5,9 см. Голова короткувата, сплощена зверху. Очі невеличкі, їхній діаметр становить 8—10 % довжини голови. Є 4 пари вусів помірної довжини. Тулуб подовжений. Скелет складається з 33—34 хребців. У спинному плавці є 1 колючий і 4 м'яких променів. Жировий плавець великий. Грудні плавці широкі. Задній край шипа грудного плавця гладенький. У самців коротші і близько посаджені черевні плавці. Анальний плавець дещо довше за спинний плавець. Хвостовий плавець подовжений, виїмчастий.
Загальний фон темно-бежевий. Голова вкрита дрібними рясними цятками. На рівні спинного плавця є велика коричнева пляма неправильної форми, що тягнеться широкою хвилястою смугою (нижче бічної лінії) до хвостового плавця.

## Спосіб життя
Є бентопелагічною рибою. Зустрічається у середніх річках з піщано-кам'янистим дном і помірною течією та рослинами уздовж берегів. Тримається дна, де багато органіки у вигляді листя і гілок. Веде сутінковий спосіб життя. Живиться водними безхребетними.
Нерест груповий (1 самиця і декілька самців) над кам'янистим ґрунтом.

## Розповсюдження
Мешкає у водоймах М'янми.